# Mistrovství světa v ledním hokeji 2022 (Divize II)
Mistrovství světa v ledním hokeji 2022 (Divize II) byl mezinárodní hokejový turnaj pořádaný Mezinárodní hokejovou federací.
Turnaj skupiny A se konal v chorvatském Záhřebu od 25. do 30. dubna 2022 a turnaj skupiny B v islandském Reykjavíku od 18. do 23. dubna 2022.
Poté, co byl turnaj v předchozích dvou letech kvůli pandemii covidu-19 zrušen, všechny týmy zůstaly ve svých divizích.
Čína vyhrála turnaj skupiny A a postoupila do divize I B 2023, Island vyhrál turnaj skupiny B a postoupil do divize II A 2023.

## Skupina A

### Účastníci
| Tým        | Kvalifikace                                      |
| ---------- | ------------------------------------------------ |
| Nizozemsko | 6. místo v Divizi I - skupina B 2019 a sestup    |
| Chorvatsko | Pořadatel, 2. místo v Divizi II - skupina A 2019 |
| Austrálie  | 3. místo v Divizi II - skupina A 2019            |
| Španělsko  | 4. místo v Divizi II - skupina A 2019            |
| Čína       | 5. místo v Divizi II - skupina A 2019            |
| Izrael     | 1. místo v Divizi II - skupina B 2019 a postup   |

### Rozhodčí
| Hlavní                                                | Čároví                                                                   |
| ----------------------------------------------------- | ------------------------------------------------------------------------ |
| Martin Christensen Vitalijus Sevruk Bartosz Kaczmarek | Tomislav Grozaj Marko Šaković Barnabás Fényi Ľudovít Šoltés Anže Bergant |

### Tabulka
|  | Týmy postupující do skupiny B divize I |

| Poř. | Tým        | Z | V | VP | PP | P | GV | GI | +/- | B  |
| ---- | ---------- | - | - | -- | -- | - | -- | -- | --- | -- |
| 1.   | Čína       | 4 | 4 | 0  | 0  | 0 | 28 | 4  | +24 | 12 |
| 2.   | Nizozemsko | 4 | 3 | 0  | 0  | 1 | 19 | 10 | +9  | 9  |
| 3.   | Chorvatsko | 4 | 1 | 1  | 0  | 2 | 9  | 12 | -3  | 5  |
| 4.   | Španělsko  | 4 | 1 | 0  | 1  | 2 | 10 | 12 | -2  | 4  |
| 5.   | Izrael     | 4 | 0 | 0  | 0  | 4 | 4  | 32 | -28 | 0  |
| 6.   | Austrálie  | 0 | 0 | 0  | 0  | 0 | 0  | 0  | 0   | 0  |

Austrálie odhlásila svůj tým 22. ledna 2022 kvůli pandemii covidu-19. 

### Zápasy
Všechny časy jsou místní (UTC+2).
| 25. dubna 2022 16:00 | Nizozemsko | 5:3 (2:0, 2:1, 1:2) | Španělsko | Dvorana Velesajam, Záhřeb Návštěvnost: 10 |  |

| Report |

| 25. dubna 2022 19:45 | Izrael | 1:5 (0:1, 0:2, 1:2) | Chorvatsko | Dvorana Velesajam, Záhřeb Návštěvnost: 13 |  |

| Report |

| 26. dubna 2022 17:00 | Čína | 14:1 (4:0, 5:0, 5:1) | Izrael | Dvorana Velesajam, Záhřeb Návštěvnost: 15 |  |

| Report |

| 27. dubna 2022 16:00 | Čína | 5:1 (2:0, 1:1, 2:0) | Nizozemsko | Dvorana Velesajam, Záhřeb Návštěvnost: 10 |  |

| Report |

| 27. dubna 2022 19:45 | Chorvatsko | 1:0 po s.n. (3:2) (0:0, 0:0, 0:0 - 0:0) | Španělsko | Dvorana Velesajam, Záhřeb Návštěvnost: 14 |  |

| Report |

| 28. dubna 2022 19:45 | Izrael | 0:7 (0:1, 0:3, 0:3) | Nizozemsko | Dvorana Velesajam, Záhřeb Návštěvnost: 6 |  |

| Report |

| 29. dubna 2022 16:00 | Španělsko | 6:2 (1:0, 4:0, 1:2) | Izrael | Dvorana Velesajam, Záhřeb Návštěvnost: 9 |  |

| Report |

| 29. dubna 2022 19:45 | Chorvatsko | 1:5 (0:0, 0:4, 1:1) | Čína | Dvorana Velesajam, Záhřeb Návštěvnost: 22 |  |

| Report |

| 30. dubna 2022 16:00 | Španělsko | 1:4 (1:0, 0:1, 0:3) | Čína | Dvorana Velesajam, Záhřeb Návštěvnost: 12 |  |

| Report |

| 30. dubna 2022 19:45 | Nizozemsko | 6:2 (2:0, 2:2, 2:0) | Chorvatsko | Dvorana Velesajam, Záhřeb Návštěvnost: 23 |  |

| Report |

## Skupina B

### Účastníci
| Tým         | Kvalifikace                                      |
| ----------- | ------------------------------------------------ |
| Belgie      | 6. místo v Divizi II - skupina A 2019 a sestup   |
| Island      | Pořadatel, 2. místo v Divizi II - skupina B 2019 |
| Nový Zéland | 3. místo v Divizi II - skupina B 2019            |
| Gruzie      | 4. místo v Divizi II - skupina B 2019            |
| Mexiko      | 5. místo v Divizi II - skupina B 2019            |
| Bulharsko   | 1. místo v Divizi III - skupina A 2019 a postup  |

### Rozhodčí
| Hlavní                               | Čároví                                                                   |
| ------------------------------------ | ------------------------------------------------------------------------ |
| Julien Peyre Andrew Dalton Jos Korte | Wayne Gerth Andrew Cook Óli Gunnarsson Sindri Gunnarsson Herman Johansen |

### Tabulka
|  | Týmy postupující do skupiny A divize II |

| Poř. | Tým         | Z | V | VP | PP | P | GV | GI | +/- | B  |
| ---- | ----------- | - | - | -- | -- | - | -- | -- | --- | -- |
| 1.   | Island      | 4 | 4 | 0  | 0  | 0 | 25 | 7  | +18 | 12 |
| 2.   | Gruzie      | 4 | 3 | 0  | 0  | 1 | 21 | 11 | +10 | 9  |
| 3.   | Belgie      | 4 | 2 | 0  | 0  | 2 | 22 | 8  | +14 | 6  |
| 4.   | Bulharsko   | 4 | 1 | 0  | 0  | 3 | 11 | 33 | -22 | 3  |
| 5.   | Mexiko      | 4 | 0 | 0  | 0  | 4 | 4  | 24 | -20 | 0  |
| 6.   | Nový Zéland | 0 | 0 | 0  | 0  | 0 | 0  | 0  | 0   | 0  |

Nový Zéland odhlásil svůj tým 2. února 2022 kvůli pandemii covidu-19. 

### Zápasy
Všechny časy jsou místní (UTC±0).
| 18. dubna 2022 16:30 | Bulharsko | 2:10 (1:2, 0:4, 1:4) | Island | Laugardalshöll, Reykjavík Návštěvnost: 500 |  |

| Report |

| 18. dubna 2022 20:00 | Belgie | 3:4 (2:3, 1:0, 0:1) | Gruzie | Laugardalshöll, Reykjavík Návštěvnost: 70 |  |

| Report |

| 19. dubna 2022 18:00 | Mexiko | 2:6 (2:2, 0:4, 0:0) | Bulharsko | Laugardalshöll, Reykjavík Návštěvnost: 100 |  |

| Report |

| 20. dubna 2022 16:30 | Island | 5:2 (1:0, 3:1, 1:1) | Gruzie | Laugardalshöll, Reykjavík Návštěvnost: 357 |  |

| Report |

| 20. dubna 2022 20:00 | Mexiko | 1:6 (0:1, 0:4, 1:1) | Belgie | Laugardalshöll, Reykjavík Návštěvnost: - |  |

| Report |

| 21. dubna 2022 18:00 | Bulharsko | 0:11 (0:3, 0:3, 0:5) | Belgie | Laugardalshöll, Reykjavík Návštěvnost: 37 |  |

| Report |

| 22. dubna 2022 16:30 | Gruzie | 10:3 (2:1, 1:2, 7:0) | Bulharsko | Laugardalshöll, Reykjavík Návštěvnost: 37 |  |

| Report |

| 22. dubna 2022 20:00 | Island | 7:1 (2:0, 2:1, 3:0) | Mexiko | Laugardalshöll, Reykjavík Návštěvnost: 678 |  |

| Report |

| 23. dubna 2022 16:30 | Gruzie | 5:0 (3:0, 2:0, 0:0) | Mexiko | Laugardalshöll, Reykjavík Návštěvnost: 43 |  |

| Report |

| 23. dubna 2022 20:00 | Belgie | 2:3 (0:0, 1:2, 1:1) | Island | Laugardalshöll, Reykjavík Návštěvnost: 1 120 |  |

| Report |